# David Briley

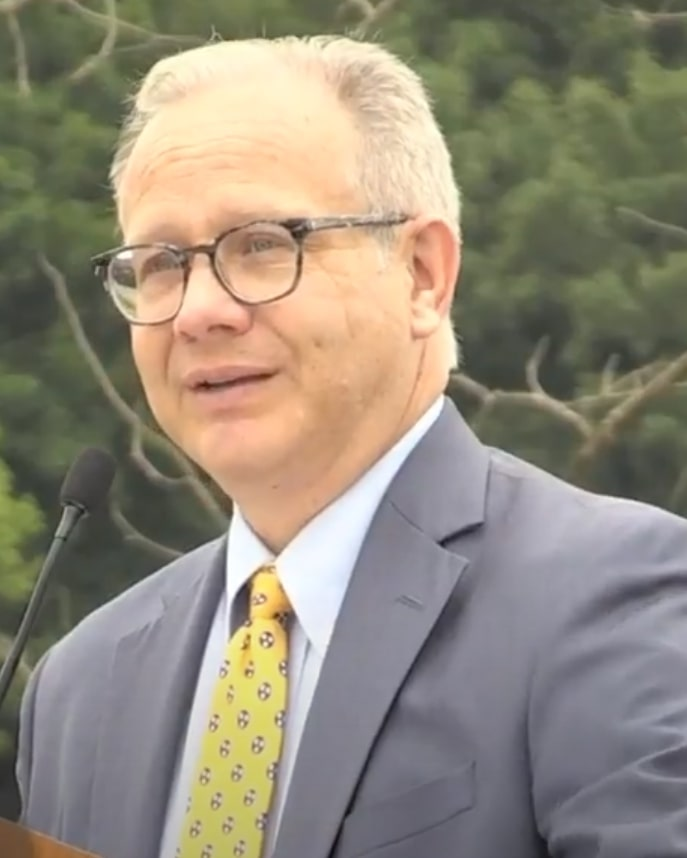
David Briley im Juli 2018

Clifton David Briley (geboren am 8. Januar 1964 in Nashville, Tennessee) ist ein amerikanischer Jurist und Politiker der Demokratischen Partei. Von März 2018 bis September 2019 war er Bürgermeister seiner Geburtsstadt.

## Werdegang
Briley wurde im Baptist Hospital in Nashville geboren. Nach Abschluss seiner Schulausbildung, die er in seiner Geburtsstadt absolvierte, nahm er ein Studium der Rechtswissenschaften an der Georgetown University in Washington, D.C. auf. Er unterbrach dieses nach Erlangung des Bachelors, um einige Zeit in Lateinamerika als Lehrer zu arbeiten. Danach kehrte in die USA zurück, um sein Studium an der Golden Gate University in San Francisco fortzusetzen. Er spezialisierte sich auf die Bereiche Umwelt- und Verwaltungsrecht und schloss sein Studium mit einem Juris Doctor ab. In der Folgezeit arbeitete er als Rechtsanwalt: zunächst gemeinsam mit seinem Bruder Rob, ab 2007 in einer Großkanzlei.

## Politik
Von 1997 bis 2007 war Briley Mitglied des gemeinsamen Metropolrates des Davidson County und der Stadt Nashville. In dieser Zeit kümmerte er sich hauptsächlich um die Bereiche Haushalt, Finanzen, Umwelt und Schulen und setzte sich auch gegen Diskriminierung in verschiedenen Bereichen, darunter von Homosexuellen, ein. 2007 kandidierte er erstmals für den Posten des Bürgermeisters, den letztlich sein Parteifreund Karl Dean erringen konnte. Nachdem Briley abgeschlagen auf dem fünften Platz gelandet war, zog sich wieder aus der Kommunalpolitik zurück.
2015 kandidierte Briley für den Posten des stellvertretenden Bürgermeisters, diesmal erfolgreich. Nachdem die bisherige Bürgermeisterin Megan Barry am 6. März 2018 zurückgetreten war, wurde Briley noch am selben Tag, zunächst kommissarisch, als Nachfolger vereidigt. Ende Mai 2018 musste sich Briley, der als progressiver Demokrat gilt, einer Wahl um den Bürgermeisterposten stellen. Hier setzte er sich bereits im ersten Wahlgang durch. Bei der darauf folgenden Wahl unterlag Briley seinem Parteifreund, dem eher konservative Positionen vertretenden John Cooper, im September 2019 in der Stichwahl.

## Familie
Briley ist mit der Strafverteidigerin Jodie Bell verheiratet, das Paar hat einen Sohn und wohnt im Stadtteil Salemtown. Brileys Großvater Beverly hatte zwischen 1963 und 1975 ebenfalls das Amt des Bürgermeisters von Nashville inne, sein Bruder Rob war von 1999 bis 2008 Mitglied des Repräsentantenhauses von Tennessee.